# Gare de Biot
Gare de Biot vasútállomás Franciaországban, Antibes településen.

## Vasútvonalak
Az állomást az alábbi vasútvonalak érintik:
- Marseille–Ventimiglia-vasútvonal

## Kapcsolódó állomások
A vasútállomáshoz az alábbi állomások vannak a legközelebb:
- Gare de Villeneuve-Loubet-plage
- Gare d’Antibes